# Друга дивизија Фудбалске лиге Енглеске
Друга дивизија Фудбалске лиге Енглеске (енгл. Football League Second Division) био је други ранг енглеских фудбалских лига у периоду од 1892 до 1992. Након успостављања Премијер лиге 1992, лига је постала трећи ранг такмичења. Након формирања Чемпионшипа 2004, лига је реорганизована као Прва фудбалска лига Енглеске. Највише титула освојили су Лестер Сити (8) и Манчестер Сити (7).

## Историја

### Почеци
Након четири године дебате, фудбалски савез је 20. јула 1885 коначно дозволио професионализацију. Прије тога, многи клубови су плаћали професионалне фудбалере како би повећали своју конкурентност, нарушивши правила савеза. Више од једног клуба постали су професионални, играли су у ФА купу, међународне и пријатељске утакмице, али је то од стране многих виђено као непоуздан ток прихода и разматрани су начини да се осигурају стални и већи приходи.
Године 1888, предсједник Астон Виле, Шкот Вилијам Макгрегор, био је главни организатор састанака одржаних у Лондону и Манчестеру, који су укључивали 12 фудбалских клубова, са циљем организовања фудбалске лиге. Писао је 22. марта 1888, свом клубу — Астон Вили, као и Блекбурну, Болтону, Престон Норт Енду, Стоуку и Вест Бромвич албиону; сугеришући им оснивање лиге, која ће обезбиједити довољан број утакмица својим члановима сваке сезоне. Његова идеја је можда од предлога за оснивање Америчке фудбалске лиге на колеџу, објављене у енглеским медијима 1887, у којој стоји: "Мјере ће бити преузете за формирање нове фудбалске лиге; распоред ће бити такав да ће садржати по двије утакмице првенства између свих колеџа који се такмиче у лиги."
Први састанак одржан је у хотелу Андертон у Лондону 23. марта 1888, уочи финала ФА купа. Фудбалска лига је званично формирана на наредном састанку одржаном у Манчестеру 17. априла 1888, у хотелу Ројал. Макгрегор је предложио име Асоцијација фудбалска унија, али то је било слично Рагби фудбалској унији и није прихваћено. Представник Престона — Вилијам Судел, предложио је име фудбалска лига, које је брзо прихваћено. Прва сезона Фудбалске лиге почела је 8. септембра 1888, сачињавало је 12 клубова из: Мидландса и Сјеверне Енглеске: Акрингтон, Астон Вила, Блекберн, Болтон, Бернли, Дарби каунти, Евертон, Нотс каунти, Престон Норт Енд, Стоук (Име Стоук Сити клуб је преузео 1926), Вест Бромвич албион и Вулверхемптон.
Сваки клуб је играо са другим клубовима по двапут, кући и у гостима. Два поена су додјељивана за побједу и један за реми. Систем додјељивања поена није усвојен пред почетак лиге, већ након неколико одиграних утакмица. Алтернативни приједлог је био да се додјељује један поен за побједу, а да се не добијају поену за реми; међутим на гласању је усвојен предлог од два бода за побједу и један за реми. Престон је освојио лигу без пораза.

### Формирање Друге лиге
Друга фудбалска лига формирана је 1892, након спајања са супарничком фудбалском унијом. Клубови из уније Нотингем Форест, Венздеј (касније Шефилд Венздеј) и Њутон Хит (касније Манчестер јунајтед) прикључени су Првој лиги, док је Дарвен прикључен новој Другој лиги. Друга лига је почела са 12 клубова: Нортвич Викторија, Барслем Порт Вејл, Шефилд јунајтед, Волсол таун Свиф, Гримсби таун, Ардвик, Смал Хет, Дарвен, Бартон, Линколн Сити, Кру Александра и Ботл. Прве сезоне титулу је освојио Смал Хет, бод више од Шефилд јунајтеда. Смал Хет је изгубио у тест утакмици и није се пласирао у Прву лигу; другопласирани Шефилд јунајтед побиједио је Акрингтон и постао први тим који је изборио пласман у виши ранг. Акрингтон је тако испао из Прве лиге, али је изабрао да иступи из Фудбалске лиге радије него да игра у Другој лиги.
У својој другој сезони лига је проширена на 15 клубова. Умјесто три клуба која треба да напредују у други ранг, додато је пет клубова да би се дошло до броја 15. Додати клубови су: Ливерпул, Вулврич Арсенал, Мидлзбро Иронополис, Њукасл јунајтед и Ротерам таун. Титулу је освојио Ливерпул. У трећој сезони, лига је проширена на 16 клубова, нови клубови били су Бури, Лестер Фос, Бартон вондерерси и Линколн Сити. Нортвич је одустао од такмичења, док је Мидлзбро Иринополис расформиран. Ливерпул је завршио последњи у Првој лиги, Бури је освојио титулу у Другој лиги, а у дуелу два последња шампиона, Бури је славио 1:0 и пласирао се у Прву лигу. Ливерпул и Бури су освојили лигу у свом првом наступу.
Године 1895, Логборо је замијенио Волсол. Ливерпул је освојио другу титулу, у тест утакмицама је био најбољи и вратио се у Прву лигу. Наредне године, Блекпул и Генсборо Тринити су ушли у лигу умјесто Барслем Порт Вејла и Кри Александре. Лутон таун из Јунајтед лиге прикључен је у Другу лигу 1897, умјесто Бартон вондерерса.
Аутоматска промоција и испадање из лиге уведено је 1898, након што је претходни систем играња тест утакмица између последња два клуба Прве и прва два клуба Друге лиге, дошао на лош глас када су Стоук и Бернли договорили како би осигурали да ће оба тима бити у Првој лиги наредне сезоне. Обје лиге проширене су на 18 клубова; другој лиги су прикључени Барнсли из Мидланда и Јоркшир лиге, Барслем Порт Вејл и Глосоп из Мидланд лиге и Њу Бартон Тауер из Ланкашир лиге.